# جري الثيران

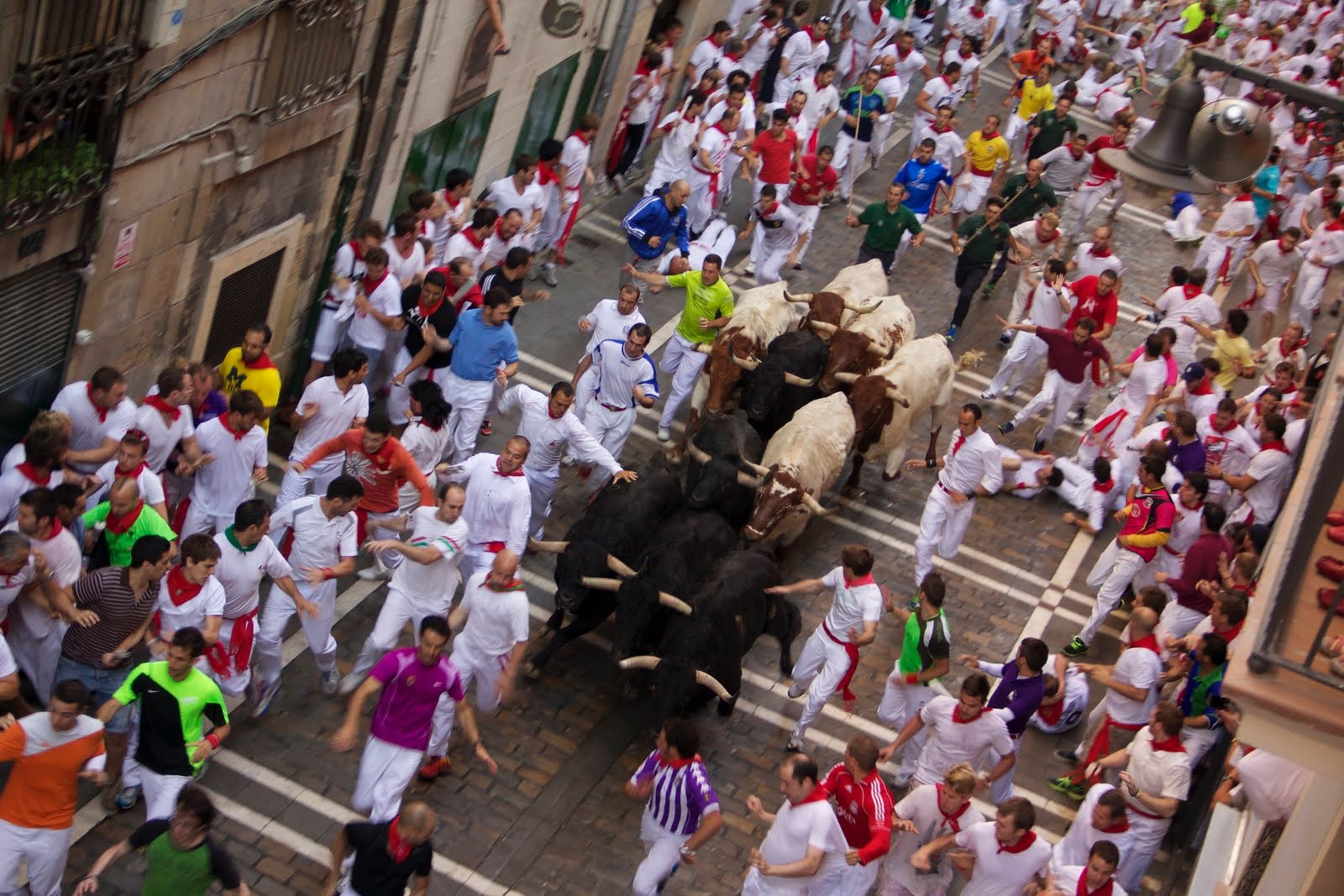
مشاركون في جري الثيران في مهرجان سان فيرمين في بمبلونة بإسبانيا (2013)

جري الثيران (بالإسبانية: وتُلفظ: إنثِـيّـيـرو أو إنسِـيّـيـرو Encierro) ويُعرف أحيانًا في المصادر العربية بركض الثيران أو الركض مع الثيران أو الركض أمام الثيران. هو تقليد قديم مرتبط بعروض مصارعة الثيران ويُمارس في احتفالات العديد من المدن والبلدات في إسبانيا، وكذلك في بعض مناطق فرنسا والمكسيك. يتمثل هذا التقليد في توجيه الثيران الهائجة إلى حلبة مصارعة الثيران عبر مسار محدد، ويقوم المشاركون بالركض أمام الثيران متحدين خطر أن تنطحهم. بمجرد وصول الثيران إلى الحلبة؛ تُحتجز هناك لعدة ساعات أو حتى ليوم كامل قبل بدء فعاليات مصارعة الثيران المعروفة، حيث تجري مواجهات بين الثيران ومصارعي الثيران تنتهي بمصرعها.